# Карлсдорф-Нойтард
Карлсдорф-Нойтард (нем. Karlsdorf-Neuthard) — община в Германии, в земле Баден-Вюртемберг. 
Подчиняется административному округу Карлсруэ. Входит в состав района Карлсруэ.  Население составляет 9972 человека (на 31 декабря 2010 года). Занимает площадь 14,01 км².

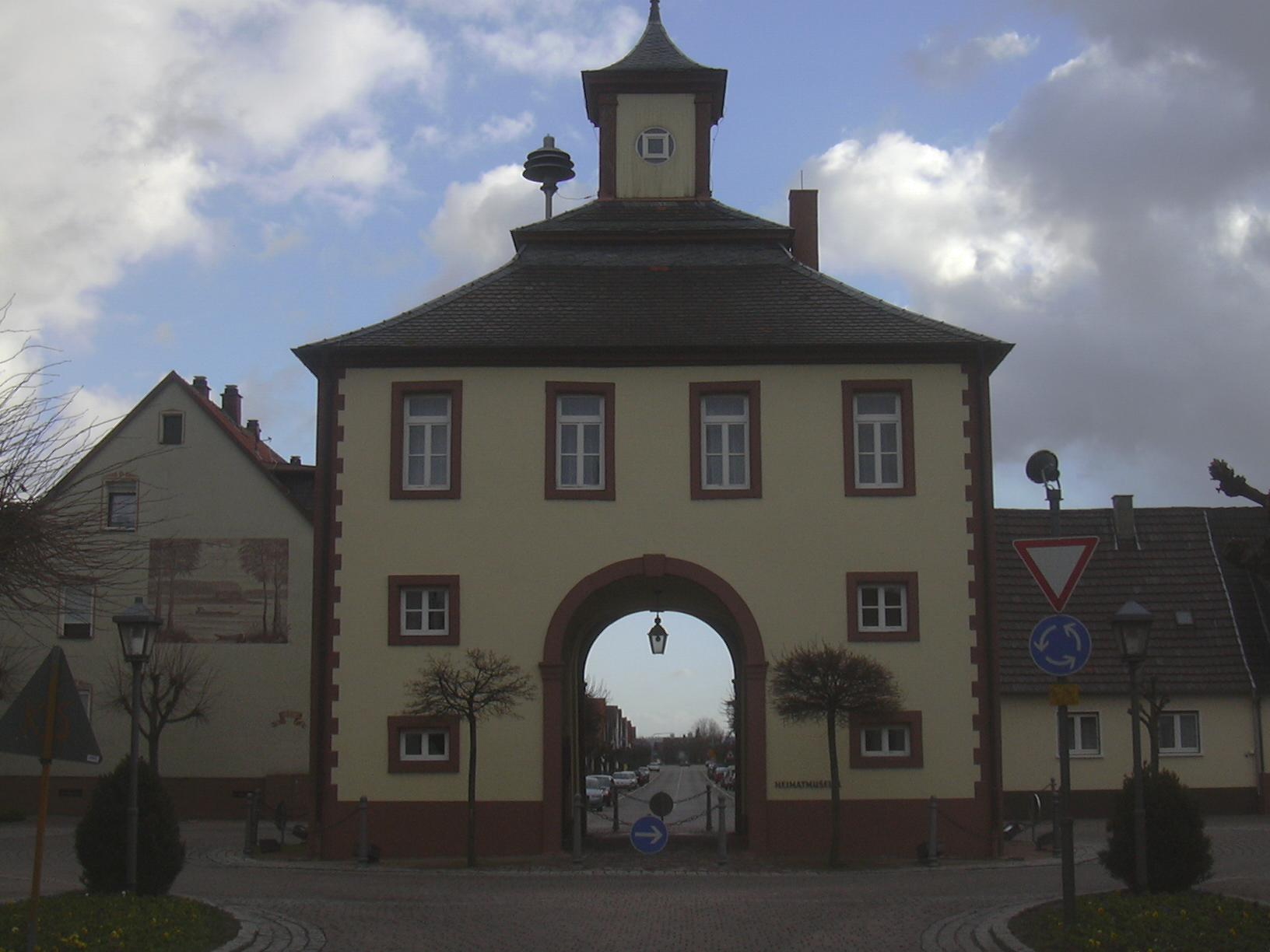
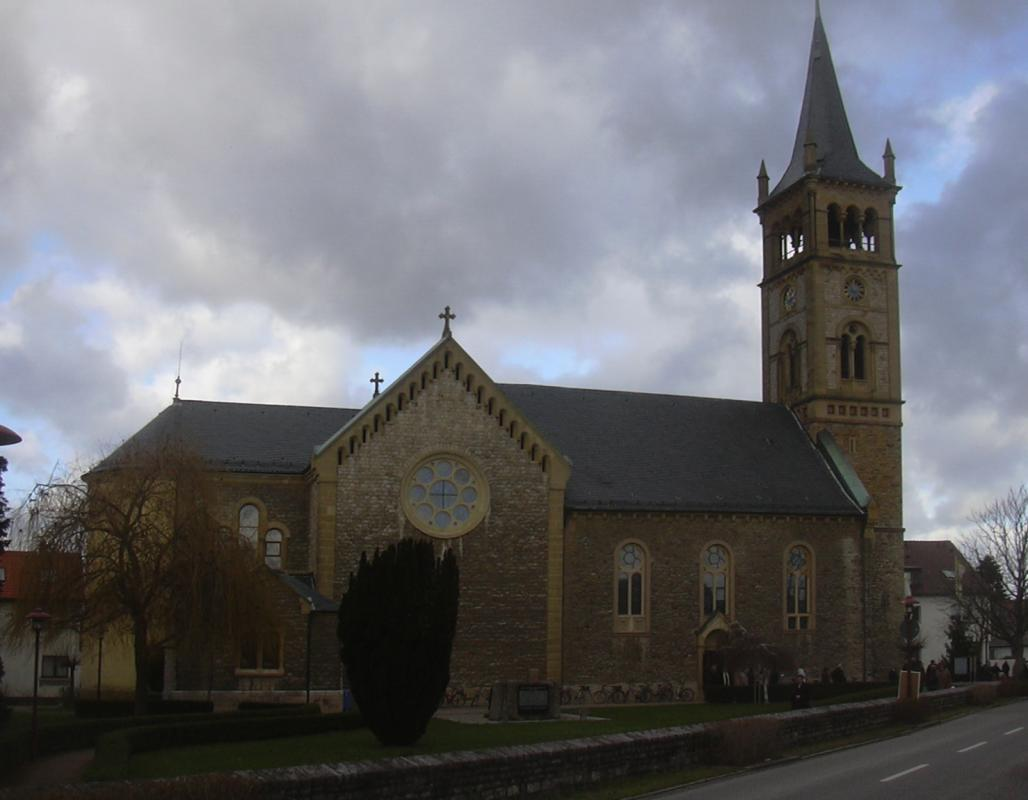
Церковь